# Geysir

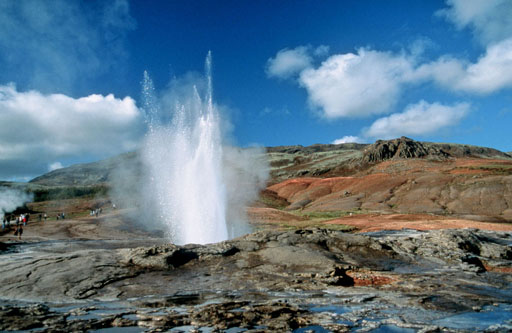
Il Geysir durante un'eruzione

Geysir (noto anche come il Grande Geysir) è un geyser situato nella valle di Haukadalur, in Islanda.

## Storia
Ritenuto il più antico geyser conosciuto, la stessa parola geyser deriva da Geysir, a sua volta derivato dal verbo islandese gjósa che significa "eruttare", "emettere a fiotti". Le sue eruzioni, talvolta irregolari, spingono fiotti di acqua bollente fino ad un'altezza di 60 metri. Nel 1845 raggiunse eccezionalmente un'altezza di 170 metri. Tra il 17 e il 20 giugno 2000, il Geysir raggiunse un'altezza di 122 metri; è considerato come il più alto fra i geyser in attività, anche fra quelli provvisori.
Attraverso alcune ricerche di sinterizzazione, la zona del geyser sarebbe attiva da circa 10.000 anni. Geysir si è formato nel 1294 a causa di un terremoto che ha creato una serie di sorgenti calde nella valle di Haukadalur. Nel 1630 ci sarebbe stata un'enorme esplosione che ha fatto risalire l'acqua dal suolo ed eruttare tutti i geyser della zona. L'attività di Geysir varia a seconda della più ampia attività geologica della zona. A periodi di frequenti e forti getti d'acqua, possono seguire lunghi periodi di calma, durante i quali l'attività è totalmente ferma.